# ديفيد بيرن (لاعب كرة قدم بريطاني)
ديفيد بيرن (بالإنجليزية: David Byrne)‏ (5 مارس 1961 بهامرسميث في المملكة المتحدة - ) هو مدرب كرة قدم ولاعب كرة قدم بريطاني في مركز جناح ‏. لعب مع بلاكبيرن روفرز وتوتنهام هوتسبير وسانت جونستون وكامبريدج يونايتد ونادي بارتيك ثيسل ونادي بريستول روفيرز ونادي بليموث أرجايل ونادي ريدنغ ونادي سانت ميرين ونادي شامروك روفرز ونادي غيلينغهام ونادي فولهام ونادي ميلوول ونادي واتفورد ونادي والسول ونادي كينغستونيان وArmadale Thistle F.C. ‏ ونادي ألبيون روفرز ونادي آير يونايتد.

## وصلات خارجية
- ديفيد بيرن على موقع قاعدة بيانات كرة القدم.إي يو (الإنجليزية)
- ديفيد بيرن على موقع عالم كرة القدم.نت (الإنجليزية)